# 布杰约维采站
布杰约维采站是一座布拉格地铁C线的地铁站。此站站名来源是附近的捷克布杰约维采（České Budějovice）。